# Крушевско-Демирхисарская епархия
Крушевско-Демирхисарская епархия (макед. Крушевско-демирхисарска епархија) — епархия Македонской православной церкви в административных границах общин Крушево и Демир Хисар Северной Македонии. Административный центр — город Крушево.

## История
Епархия была создана 20 июня 2023 года при интеграции Православной Охридской архиепископии в Македонскую православную церковь. Епархия была создана на территории Крушевско-Демирхисарского архиерейского наместничества Преспанско-Пелагонийской епархии. Правящим архиереем епархии был назначен бывший предстоятель Православной Охридской архиепископии с титулом «митрополит Крушевско-Демирхисарский».

## Архиереи
- Иоанн (Вранишковский) (с 20 июня 2023 года)

## Приходы
- Первый крушевский приход
- Второй крушевский приход
- Демирхисарский приход
- Сопотницкий приход
- Слепчанский приход
- Бучинский приход

## Монастыри
- Монастырь святого Иоанна Крестителя (село Слепче, Демир Хисар)
- Журечский монастырь святого Афанасия (село Журче, Демир Хисар)